# 가평역
가평역(加平驛, Gapyeong station)은 경기도 가평군 가평읍 달전리에 있는 경춘선의 전철역으로 역사 내부에 선사 시대 유적 전시관이 있다. 부역명은 자라섬·남이섬이었다. ITX-청춘 모든 열차가 정차했으나, 시간표 개정으로 인해 평일 왕복 4회 열차는 정차하지 않는다.

## 역사
- 1939년 7월 20일 : 가평면 대곡리 174-3에서 보통역으로 영업 개시[1]
- 1950년 6월 30일 : 한국 전쟁으로 역사 소실
- 1957년 6월 12일 : 역사 준공
- 1991년 9월 1일 : 소화물 취급 중지[2]
- 1997년 12월 12일 : 구 역사 완공
- 2001년 2월 1일: 특정통일호 폐지 및 에드몬슨 승차권 발매 중지.(다만, 평소에는 불용으로 묶여 있다가 비상시 사용함.)
- 2006년 11월 15일 : 화물 취급 중지[3]
- 2010년 12월 21일 : 경춘선 복선 전철화 사업 개통으로 성북 기점 57.6 km에서 망우 기점 50.1 km로 변경[4], 달전리로 이전, 수도권 전철 경춘선의 전철역이 됨
- 2012년 2월 28일 : ITX-청춘 운행 개시 및 급행열차 운행 종료
- 2016년 9월 6일  : 구 역사 철거
- 2017년 1월 31일 : 평일에 한하여 왕복 5회 급행열차의 운행이 재개

## 역 구조
2면 4선의 쌍섬식 승강장이 있는 역이다. 스크린도어가 설치되어 있다.

### 승강장
| ↑ 상천          |
| ４３ \| ２１ \| |
| 굴봉산 ↓        |

| 1·2 | ● 수도권 전철 경춘선, ITX-청춘 | 굴봉산 · 백양리 · 강촌 · 김유정 · 남춘천 · 춘천 방면        |
| 3·4 | ● 수도권 전철 경춘선, ITX-청춘 | 청평 · 마석 · 평내호평 · 상봉 · 청량리 · 광운대 · 용산 방면 |

## 역 주변
- 가평고등학교
- 가평군청
- 가평경찰서
- 가평터미널

## 이용객 변동
경춘선의 2010년 자료는 개통일인 2010년 12월 21일부터 12월 31일까지인 11일치만이 반영된 것이며, ITX-청춘의 2012년 자료는 운행 개시일인 2012년 2월 28일부터 12월 31일까지인 308일치만이 반영된 것이다.
| 노선     | 노선 | 일평균 인원수 (명/일) | 일평균 인원수 (명/일) | 일평균 인원수 (명/일) | 일평균 인원수 (명/일) | 일평균 인원수 (명/일) | 일평균 인원수 (명/일) | 일평균 인원수 (명/일) | 일평균 인원수 (명/일) | 일평균 인원수 (명/일) | 일평균 인원수 (명/일) | 일평균 인원수 (명/일) | 일평균 인원수 (명/일) | 일평균 인원수 (명/일) | 일평균 인원수 (명/일) | 각주  |
| 노선     | 노선 | 2010년                | 2011년                | 2012년                | 2013년                | 2014년                | 2015년                | 2016년                | 2017년                | 2018년                | 2019년                | 2020년                | 2021년                | 2022년                | 2023년                | 각주  |
| -------- | ---- | --------------------- | --------------------- | --------------------- | --------------------- | --------------------- | --------------------- | --------------------- | --------------------- | --------------------- | --------------------- | --------------------- | --------------------- | --------------------- | --------------------- | ----- |
| 경춘선   | 승차 | 2,490                 | 2,881                 | 2,676                 | 2,767                 | 2,814                 | 2,797                 | 2,804                 | 2,626                 | 2,435                 | 2,413                 | 1,554                 | 1,614                 | 2,036                 | 2,229                 | [ 5 ] |
| 경춘선   | 하차 | 2,612                 | 3,057                 | 2,854                 | 2,888                 | 2,965                 | 2,940                 | 2,964                 | 2,792                 | 2,591                 | 2,515                 | 1,592                 | 1,640                 | 2,073                 | 2,275                 | [ 5 ] |
| ITX-청춘 | 승차 | 미개통                | 미개통                | 986                   | 1,298                 | 1,392                 | 1,481                 | 1,524                 | 1,412                 | 1,386                 | 1,299                 | 754                   | 701                   | 952                   | 1,052                 | [ 5 ] |
| ITX-청춘 | 하차 | 미개통                | 미개통                | 1,041                 | 1,437                 | 1,520                 | 1,576                 | 1,645                 | 1,530                 | 1,508                 | 1,402                 | 780                   | 715                   | 979                   | 1,081                 | [ 5 ] |

## 사진

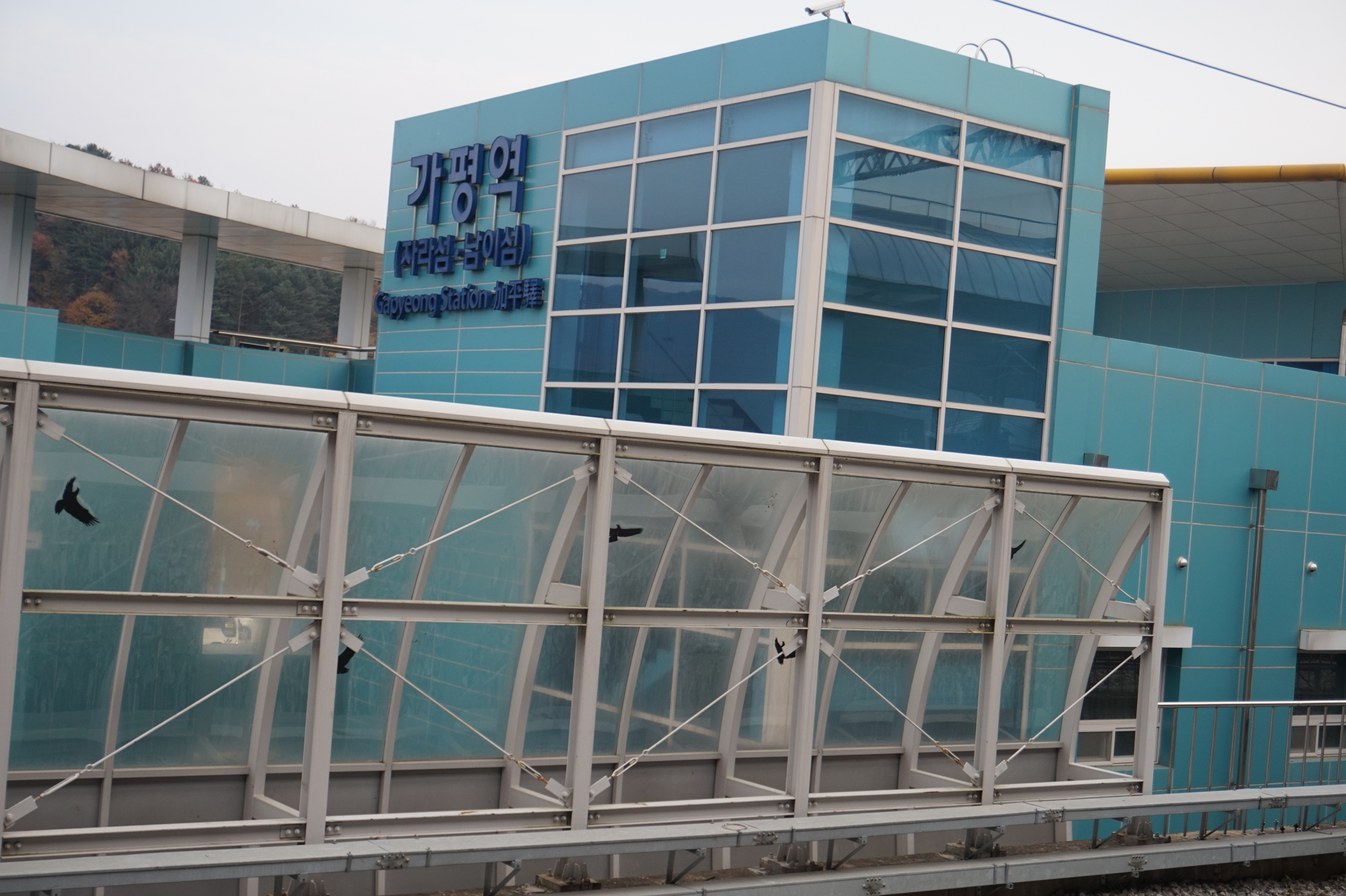
역사의 모습
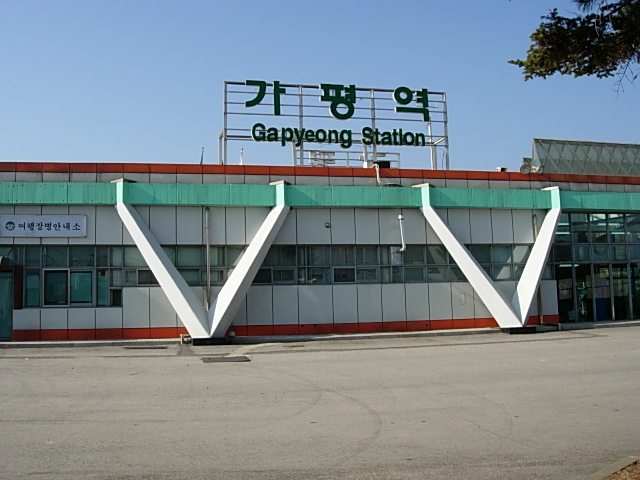
구 역사 (2004년 11월 촬영)
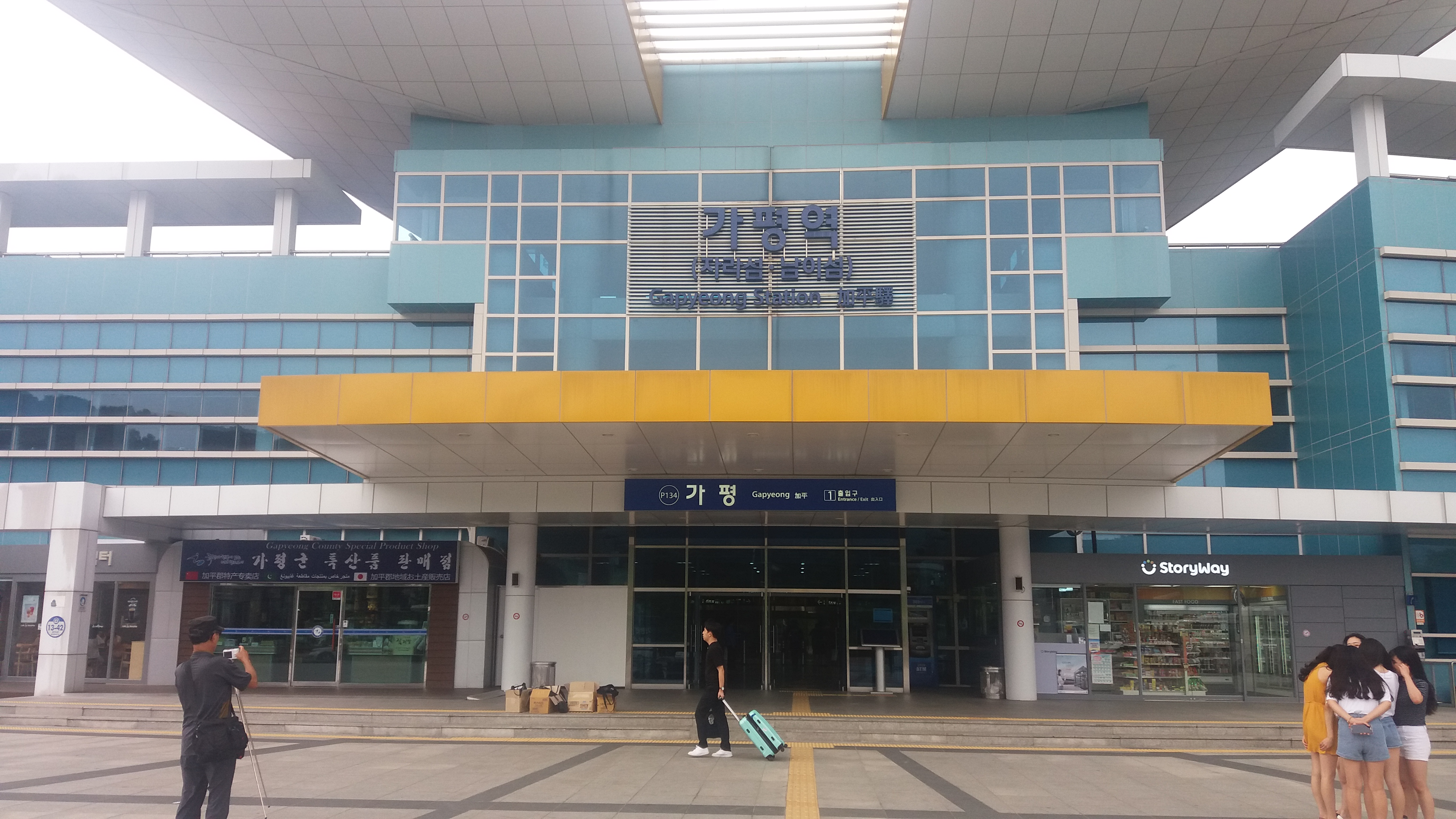
1번 출구

## 인접한 역
| 경춘선                                | 경춘선                    | 경춘선                |
| ------------------------------------- | ------------------------- | --------------------- |
| 청평 용산 방면                        | ITX-청춘 경춘선           | 강촌 춘천 방면        |
| P133 상천 상봉 · 청량리 · 광운대 방면 | ● 수도권 전철 경춘선 완행 | P135 굴봉산 춘천 방면 |
| P132 청평 청량리 방면                 | ● 수도권 전철 경춘선 급행 | P137 강촌 춘천 방면   |